# Wysiółka
Wysiółka (dawn. Wiesiółka) – nieistniejąca juz wieś w Polsce, której lokalizacja odpowiada miejscu w województwie mazowieckim, w powiecie ciechanowskim, w gminie Glinojeck.
Dawna wieś należąca od 1867 do gminy Dziektarzewo, a następnie gminy Sarbiewo w powiecie płońskim, gdzie od 1933 stanowiła gromadę Wiesiółka. W 1954 roku weszła w skład gromady Dziektarzewo. W związku z reformą administracyjną kraju 1 stycznia 1973 Wysiółkę włączono do powiatu ciechanowskiego W latach 1975–1998 miejscowość administracyjnie należała do województwa ciechanowskiego.
Wysiółka już nie istnieje, a miejsce po niej jest zarośnięte lasem. "Te ciemniejsze kawałki lasu to wczorajsza Wysiółka. Bieda ludzi stąd wypędziła, inni się zestarzeli i tutaj pomarli. Ostatnim mieszkańcem Wysiółki był Zygmunt Fidor, ale i jemu się zmarło. Nie masz już panie Wysiółki", relacjonował w 1994 roku Jan Mysiakowski, były sołtys Luszewa.